# Łączna (Święty Krzyż)
Łączna is een dorp in het Poolse woiwodschap Święty Krzyż, in het district Skarżyski. De plaats maakt deel uit van de gemeente Łączna en telt 780 inwoners.